# مجرة كيمياء
مجرة الكيمياء هي تصميم جديد للجدول الدوري تم عمله بواسطة فيليب ستيوارت في نوفمبر عام 2004 بناء على الطبيعة الدورية لصفات العناصر الكيميائية (والتي تعتمد بصفة رئيسية على إلكترونات التكافؤ. في عام 1951, وضح إدجار لونجمان أن ترتيب العناصر في شكل إهليلج حلزوني يساعد في اكتشاف التكرار في خواصها. وقد أعطى ذلك لستيورات البالغ من العمر وقتها 12 سنة فكرة تشابه تكوين المجرة الحلزونية. مجرة الكيمياء طريقة توضيحية تحمل بعض الإلهام لتوضيح الجدول الدوري.

## وصلات خارجية
- مجرة الكيمياء – الموقع الرسمي
- مخزن سوق العلم التجاري نسخة محفوظة 15 يناير 2008 على موقع واي باك مشين.
- ياهو  – صورة صغيرة
- Slate.com – حان الوقت لإحياء الجدول الدوري?
- Slate.com نسخة محفوظة 17 أكتوبر 2006 على موقع واي باك مشين. – عنصري
- Slate.com نسخة محفوظة 25 سبتمبر 2011 على موقع واي باك مشين. – جدول إدجار لونجمان الدوري
- Slashdot.org – إحياء الجدول الدوري?